# Думьят (мухафаза)
Думья́т, Думъя́т (араб. دمياط‎) — мухафаза в Арабской Республике Египет. Административный центр — город Думьят. Расположена на самом севере страны, в северной части дельты Нила, к северу от мухафазы Дакахлия.

## Площадь
Площадь мухафазы Думьят равна 910 км², что составляет около 5 % от территории дельты Нила или 0,1 % от всей площади республики. Пригодная для проживания территория в мухафазе достигает 589,2 км², из которой в сельской местности находится 546,4 км², то есть 92,7 %.

## Население
По переписи 2006 года, население насчитывало 1 092 316 жителей, из них около 700 000 — сельские жители. Ежегодный прирост населения составил 2,09 %. Согласно статистике ООН, в данной мухафазе самый большой доход на душу населения из всего Египта.

## Административное деление
Мухафаза состоит из 4 административных центров (районов), 10 городов и 35 сельских местных общин, к которым относятся 59 деревень и 722 мелких поселения. Центры губернаторства:
- Думьят
- Кафр-Саад
- Фарискур
- Эз-Зарка

Города мухафазы:
- Раас-эль-Бар
- Азбат-эль-Бург
- Новый Думьят
- Кафр-эль-Баттих
- Мит-Абу-Галиб
- Роуда
- Эс-Сару
- Фарискур
- Эз-Зарка
- Азбат-эн-Ниль-эль-Улья

## Экономика

### Промышленность
Промышленность в мухафазе представлена производством мебели, пищевой промышленностью (производство кондитерских изделий, сыра).

### Сельское хозяйство
В мухафазе возделывают пшеницу, рис, хлопчатник, маис, картофель, томаты, виноград, цитрусовые.

## Образование
В мухафазе действует 9 факультетов, 7 институтов, 19 центров профессионального образования. Количество школ — 657, из них 403 в сельской местности.

## Известные жители, уроженцы
- Юсуф Идрис — писатель
- Мустафа Мушрафа — физик
- Тахир Абу-Фаша — поэт и писатель
- Исам Эль-Хадари — футбольный вратарь
- Давуд, Диая Аль-Дин — политик